# Triângulo de Lublin
Triângulo de Lublin (em lituano:  Liublino trikampis; em polonês/polaco:  Trójkąt Lubelski; em ucraniano:  Люблінський трикутник, transl. Liublinskyi trykutnyk) — é uma aliança regional tripartida para políticos,, económicos, cultural e social entre a Lituânia, a Polónia e a Ucrânia, que visa apoiar a integração da Ucrânia na UE.
Os países do Triângulo de Lublin manifestaram o seu apoio à restauração da integridade territorial da Ucrânia dentro de fronteiras internacionalmente reconhecidas e apelaram ao fim da agressão russa contra ela. O Triângulo de Lublin apoia a atribuição à Ucrânia do estatuto de parceiro reforçado pela OTAN e declara que conceder à Ucrânia um Plano de Acção para a Adesão à OTAN é o próximo passo necessário nesta direcção.
O formato tripartido é baseado nas tradições e laços históricos dos três países. A declaração conjunta relevante foi assinada pelos ministros em 28 de julho em Lublin, Polônia. Lublin foi escolhido especificamente como uma alusão à união medieval de Lublin, que criou a República das Duas Nações, um dos maiores estados da Europa na época.
A ideia de criar tal organização pertence a Adam Czartoryski, dublado por Viacheslav Chornovil.

## História
A declaração conjunta dos Ministros das Relações Exteriores da Lituânia, Polônia e Ucrânia Linas Linkevičius, Jacek Chaputowicz e Dmytro Kuleba sobre a criação do formato foi assinada em 28 de julho de 2020 em Lublin, Polônia.
Em 1 de agosto de 2020, o Ministro das Relações Exteriores da Ucrânia, Dmytro Kuleba, convidou o Ministro das Relações Exteriores da Bielorrússia, Volodymyr Makei, para a segunda reunião, que acontecerá em Kiev. Durante o Fórum Econômico em Karpacz, Polônia, em 10 de setembro de 2020, o Diretor do Departamento Oriental do Ministério das Relações Exteriores da Polônia, Jan Hofmokl, afirmou que o Triângulo de Lublin deveria na verdade ser uma quadratura com a Bielorrússia. Segundo ele, no estágio inicial Minsk se interessou por esse projeto político, mas depois mudou de ideia.
No dia 17 de setembro de 2020, aconteceu a primeira reunião (em formato de vídeo) dos coordenadores nacionais do Triângulo de Lublin, criada pelos Ministros das Relações Exteriores da Ucrânia, Polônia e Lituânia em julho de 2020. Vasyl Bodnar (Ucrânia), Marcin Pszydach (Polónia) e Dalus Cekuolis (Lituânia) foram nomeados coordenadores deste mecanismo de cooperação tripartida. As partes discutiram os preparativos para a próxima reunião dos Ministros dos Negócios Estrangeiros do Triângulo de Lublin, que terá lugar em Kiev por iniciativa do Ministro Dmytro Kuleba. Uma das principais tarefas do Triângulo de Lublin deve ser coordenar as ações da Ucrânia, Polônia e Lituânia para enfrentar com eficácia os desafios e ameaças à segurança comum, entre os quais a prioridade é combater as ameaças híbridas da Rússia.
Em 29 de janeiro de 2021, durante a primeira reunião online do Triângulo de Lublin, o Ministro das Relações Exteriores da Ucrânia, Dmytro Kuleba, afirmou em uma coletiva que a Ucrânia, a Lituânia e a Polônia são a favor da adesão da Bielorrússia ao Triângulo de Lublin, mas o momento ainda não chegou.
| “ | "Claro, sem a Bielorrússia, o Triângulo de Lublin está um pouco incompleto. Gostaríamos, no final, que uma Bielorrússia democrática se juntasse e transformasse o "Triângulo de Lublin" na "praça" de Lublin. Mas a hora para isso ainda não chegou. Ao mesmo tempo, todos compreendemos que a situação na Bielorrússia larus tem impacto não só nas relações bilaterais do país com os seus vizinhos, mas também na situação em toda a região ", afirmou Kuleba, resumindo a primeira reunião do Lublin Triangle. | ” |

Em 28 de fevereiro de 2021, soube-se que no final de janeiro de 2021 a Presidente da Bielorrússia eleita em 2020 Svitlana Tikhanovska contatou pela primeira vez o Ministro das Relações Exteriores da Ucrânia Dmytro Kuleba, onde nos convidou para uma reunião do Triângulo de Lublin e está esperando por um convite para um encontro offline com o Sr. Kuleba e com o Verkhovna Rada. Svitlana disse que queria que o "Triângulo de Lublin" se tornasse o "Quatro de Lublin".

## Mecanismos de cooperação
De acordo com esta declaração conjunta da Lituânia, Polónia e Ucrânia, os ministros dos Negócios Estrangeiros das partes devem realizar reuniões regulares, em particular nos domínios das actividades multilaterais, e com a participação de parceiros seleccionados. Eles também organizarão consultas no nível da liderança dos Ministérios das Relações Exteriores de seus países e criarão nesses ministérios cargos de representantes para a cooperação dentro do Triângulo de Lublin.
Durante a primeira reunião de videoconferência em 17 de setembro de 2020, os coordenadores nacionais identificaram as principais atividades do Triângulo de Lublin e concordaram em garantir uma interação sustentável entre o formato nos diferentes níveis de trabalho. Durante a reunião, eles concordaram sobre os princípios básicos do Triângulo de Lublin e delinearam planos para cooperação em um futuro próximo. Uma das principais tarefas deve ser coordenar as ações dos três Estados para enfrentar com eficácia os atuais desafios e ameaças à nossa segurança comum. Entre os tópicos prioritários da cooperação está o combate conjunto às ameaças híbridas da Rússia, em particular na luta contra a desinformação. A importância de manter uma estreita cooperação dentro das organizações internacionais foi enfatizada.
| “ | "Estamos unidos não apenas por valores e interesses comuns, mas também por uma responsabilidade comum pelo futuro de nossos países e da região em que vivemos e que tem estado no centro da política global nos últimos anos", disse Vasyl Bodnar. | ” |

Os Vice-Ministros também concordaram em lançar uma consulta temática tripartite ao nível de diretores das chancelarias dos três países. Os coordenadores prestaram grande atenção à situação na Bielorrússia e em alguns outros países da região. Vasyl Bodnar expressou gratidão aos parceiros por seu apoio constante à integridade territorial e soberania de nosso estado e apoio na neutralização da agressão russa. Ele também informou seus colegas sobre os principais objetivos da Plataforma da Crimeia e convidou a Polônia e a Lituânia a cooperarem ativamente no âmbito da plataforma, que visa desocupar a Crimeia.
Em 12 de outubro de 2020, o primeiro-ministro da Ucrânia, Denis Shmygal, destacou a importância do recém-criado "Triângulo de Lublin" e convidou o presidente polonês Andrzej Duda a expandir seu formato, nomeadamente para discutir a possibilidade de uma reunião de chefes de governo no " Formato Lublin Triangle "durante sua visita à Ucrânia.
Em 27 de fevereiro de 2021, o Ministro das Relações Exteriores da Lituânia Gabrielius Landsbergis disse à Rádio Liberdade ucraniana que a iniciativa do Triângulo de Lublin, que une Ucrânia, Lituânia e Polônia, aproxima a Ucrânia da integração europeia:
| “ | “Acho que este formato é muito útil. E tenho certeza que esse formato pode ser ampliado, para falar não só de política. Também poderíamos discutir a história comum, geopolítica, economia e muitas outras coisas. Esta comunicação permite estruturar até certo ponto a nossa cooperação ... É, evidentemente, muito útil e aproxima a integração europeia da Ucrânia ”, afirmou. | ” |

Ele também acredita que a iniciativa da Plataforma da Crimeia é "extremamente útil não apenas para encontrar soluções concretas, mas também para lembrar sobre o problema da ocupação da Crimeia."

## Iniciativas

Emblem LitPolUkrbrig

### Assembleia Interparlamentar
A Assembleia Interparlamentar da Verkhovna Rada da Ucrânia, o Seimas e o Senado da República da Polónia e o Seimas da República da Lituânia foram instituídos em 2005 para estabelecer um diálogo entre os três países na dimensão parlamentar. A reunião constituinte da Assembleia ocorreu em 16 de junho de 2008 em Kiev, na Ucrânia. Na Assembleia, existem comissões sobre a integração europeia e euro-atlântica da Ucrânia, a cooperação humanitária e cultural.

### Equipe conjunta
A Brigada Lituano-Polonesa-Ucraniana é uma unidade multinacional com as capacidades de uma brigada militar comum, concebida para conduzir operações militares independentes de acordo com o direito internacional ou para participar nessas operações. É composto por unidades militares especiais dos três países, selecionadas da 21ª Brigada de Rifles Pidgal (Polônia), da 80ª Brigada de Assalto (Ucrânia) e do batalhão da Grã-duquesa Biruta Ulan (Lituânia).
A brigada lituano-polaco-ucraniana foi criada no quadro da cooperação tripartida no domínio da defesa em 2014. Prestar uma contribuição nacional para formações militares multinacionais de alta preparação (Acordos de Reserva da ONU, Grupos Táticos de Batalha da UE, Força de Resposta da OTAN), bem como operações internacionais de manutenção da paz e segurança sob os auspícios da ONU, da UE, da OTAN e de outras organizações internacionais de segurança Com base no mandato do Conselho de Segurança da ONU e em caso de aprovação pelos parlamentos dos países participantes.
Desde 2016, LitPolUkrbrig tem sido um elemento importante dos esforços da OTAN para implementar os padrões da OTAN nas Forças Armadas da Ucrânia. As principais atividades da brigada incluem o treinamento de oficiais e unidades militares ucranianos nesses padrões, planejando e conduzindo tarefas operacionais e mantendo a prontidão operacional.

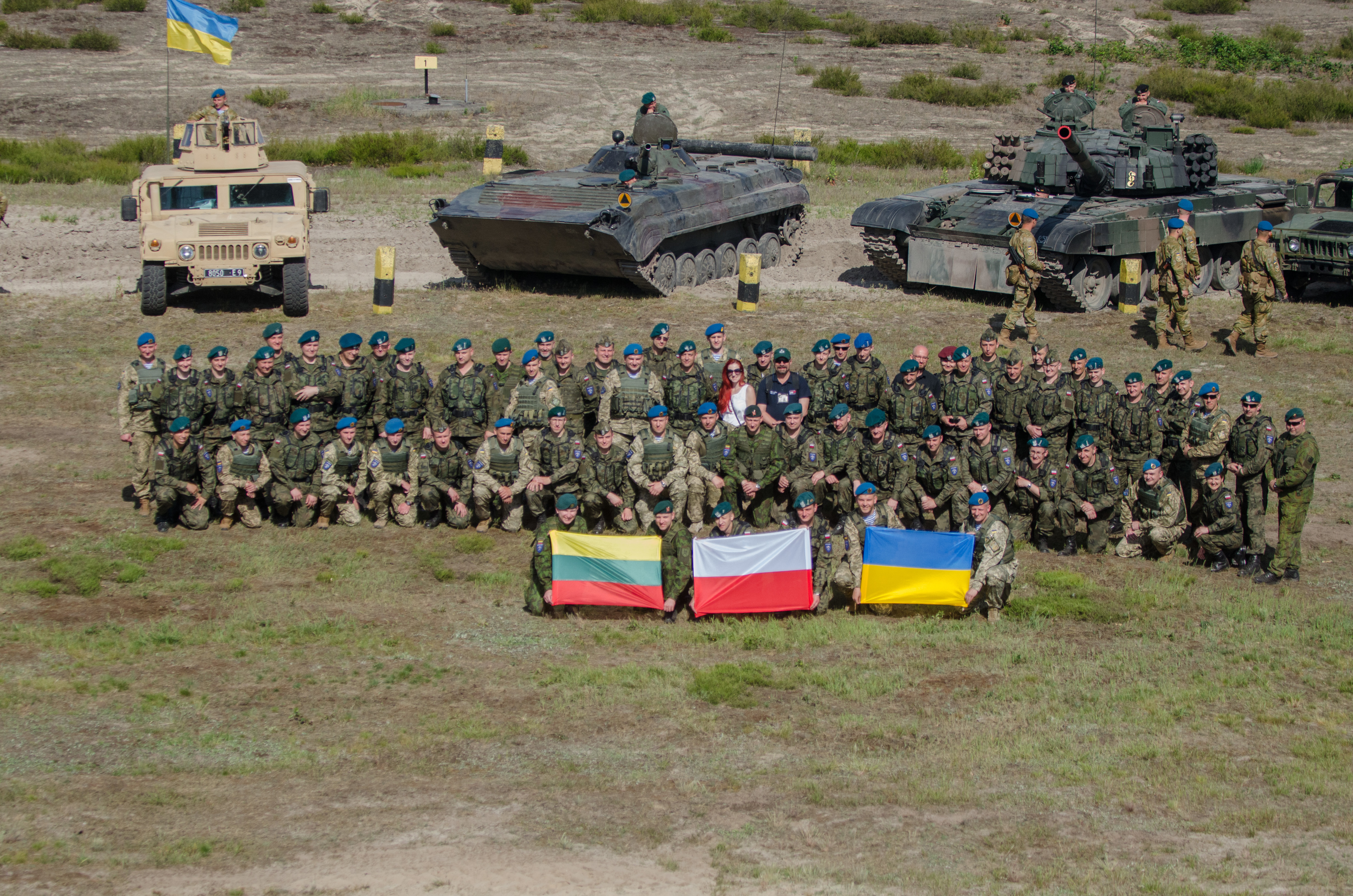
Soldados da brigada lituano-polonesa-ucraniana na cerimônia de abertura do exercício "Anaconda-2016" no local de teste de Nova Deba na Polônia, em junho de 2016